# کوپ سوئیس
کوپ سوئیس (انگلیسی: Coop) شرکت عمده‌فروشی سوئیسی است، که در سال ۱۹۶۹ تأسیس شد.